# Alastor, or The Spirit of Solitude
Pour les articles homonymes, voir Alastor.
Alastor, or The Spirit of Solitude (Alastor ou l'Esprit de la solitude) est un poème de Percy Bysshe Shelley publié en 1816.
Écrit du 10 septembre au 14 décembre 1815, à Bishopsgate à Londres, le poème n'avait pas de titre jusqu'à ce que Shelley le passe à son ami, Thomas Love Peacock. Composé de 720 lignes, il est considéré comme l'un des premiers poèmes majeurs de Shelley.
Thomas Peacock a suggéré le nom d’Alastor, qui vient de la mythologie romaine. Thomas Peacock avait défini Alastor comme « mauvais génie ». Le nom ne se réfère cependant pas au héros du poème, ni au Poète lui-même, mais plutôt à l'esprit divin qui donne vie à l'imagination du Poète.

## Résumé
Le poète met en garde les idéalistes (comme lui) contre l'abandon de la bienveillance envers les autres, de l'amour des autres et de l'amélioration sociale au profit de la poursuite de rêves évanescents.